# Nie Haisheng
Nie Haisheng (ur. 8 września 1964 w miejscowości Yangdang wchodzącej w skład Zaoyang, miasta powiatowego w prowincji Hubei) – chiński generał brygady lotnictwa, tajkonauta.

## Wykształcenie i służba wojskowa
- Czerwiec 1983 – wstąpił do Sił Powietrznych Chińskiej Armii Ludowo-Wyzwoleńczej[3].
- 1984 – został słuchaczem wojskowej szkoły lotniczej, którą ukończył w 1986.

W czasie służby wojskowej był m.in. dowódcą eskadry i zastępcą dowódcy zgrupowania.
- Grudzień 1986 – został członkiem Komunistycznej Partii Chin[3].
- 1987 – ukończył 7 Szkołę Lotniczą Chińskiej Armii Ludowo-Wyzwoleńczej, a po jej ukończeniu kontynuował karierę lotniczą.
- 12 czerwca 1989 – rozpoczął loty na myśliwcach. Następnego dnia podczas lotu na wysokości 4000 m awarii uległ silnik w jego samolocie. Chcąc zachować kontrolę nad opadającym samolotem Nie Haisheng zachował zimną krew i katapultował się dopiero na wysokości 400–500 metrów nad ziemią[4].
- Do 2004 jako pilot wylatał 1480 godzin. W tym samym roku został podpułkownikiem lotnictwa[5].
- Od 2005 pułkownik lotnictwa[5].
- Od 2006 starszy pułkownik lotnictwa[5].
- Od czerwca 2011 generał brygady[5].

## Kariera tajkonauty
- W styczniu 1998 został wybrany do pierwszej grupy chińskich tajkonautów (Chiny grupa 1). Kandydowało do niej ponad 1500 pilotów wojskowych.
- Latem 2003 został wybrany do grupy trzech tajkonautów, którzy przygotowywali się bezpośrednio do pierwszego chińskiego załogowego lotu w kosmos na pokładzie statku Shenzhou 5.
- 14 października 2003 – podczas posiedzenia komisji państwowej został rezerwowym (trzecim w kolejności) tajkonautą misji Shenzhou 5.
- Od czerwca 2005 znajdował się w grupie 6 kandydatów przygotowujących się do lotu na pokładzie statku Shenzhou 6. Razem z nim trenował Fei Junlong. Krótko przed zaplanowanym startem właśnie oni zostali wyznaczeni do lotu jako załoga podstawowa.
- W dniach 12–16 października 2005 odbył lot kosmiczny na pokładzie statku kosmicznego Shenzhou 6.
- W 2008 należał do załogi rezerwowej misji Shenzhou 7.
- W dniach 16–29 czerwca 2012 był dublerem dowódcy statku kosmicznego Shenzhou 9.
- W dniach 11–26 czerwca 2013 odbył lot kosmiczny jako dowódca statku kosmicznego Shenzhou 10.

Jest rekordzistą Chin w łącznym czasie pobytu w kosmosie.
Na jego cześć została nazwana planetoida (9517) Niehaisheng.

## Loty kosmiczne

### Shenzhou 6
Start do misji Shenzhou 6 nastąpił 12 października 2005 z kosmodromu Jiuquan. Nie podczas misji był pilotem. Funkcję dowódcy pełnił natomiast Fei Junlong. Po blisko 10 minutach od startu pojazd kosmiczny wszedł na orbitę wokółziemską. Po wykonaniu manewru podniesienia orbity astronauci otworzyli właz przejściowy do modułu orbitalnego i dokonali jego inspekcji. Dopiero później obaj zdjęli skafandry. Podczas lotu obaj astronauci testowali wyposażenie swojego statku, prowadzili badania medyczne oraz szereg bliżej nieokreślonych eksperymentów.
Nie Haisheng obchodził na orbicie swoje urodziny, które według kalendarza księżycowego wypadały w tym roku w dniu 13 października.
16 października 2005 statek kosmiczny Shenzhou 6 pomyślnie wylądował w Chinach na terenie Mongolii Wewnętrznej.
Stowarzyszenie Uczestników Lotów Kosmicznych (Association of Space Explorers) przyznało mu Universal Astronaut Insignia za lot orbitalny (nr 439).

## Wykaz lotów
| Loty kosmiczne, w których uczestniczył Nie Haisheng | Loty kosmiczne, w których uczestniczył Nie Haisheng | Loty kosmiczne, w których uczestniczył Nie Haisheng | Loty kosmiczne, w których uczestniczył Nie Haisheng | Loty kosmiczne, w których uczestniczył Nie Haisheng | Loty kosmiczne, w których uczestniczył Nie Haisheng |
| Nr                                                  | Data startu                                         | Data lądowania                                      | Statek kosmiczny                                    | Funkcja                                             | Czas trwania                                        |
| --------------------------------------------------- | --------------------------------------------------- | --------------------------------------------------- | --------------------------------------------------- | --------------------------------------------------- | --------------------------------------------------- |
| 1                                                   | 12 października 2005                                | 16 października 2005                                | Shenzhou 6                                          | Pilot                                               | 4 dni 19 godz. 32 min. 46 s                         |
| 2                                                   | 11 czerwca 2013                                     | 26 czerwca 2013                                     | Shenzhou 10                                         | Dowódca                                             | 14 dni 14 godz. 29 min. 3 s                         |
| 3                                                   | 17 czerwca 2021                                     | 17 września 2021                                    | Shenzhou 12                                         | Dowódca                                             | 92 dni, 4 godziny i 11 minut                        |